# پاگو (پاپوآ گینه نو)
پاگو (به لاتین: Pago) یک کوه در پاپوآ گینه نو است که در استان بریتانیای نو غربی واقع شده‌است. پاگو ۷۴۲ متر بالاتر از سطح دریا واقع شده‌است.